# Maya (film, 1966)
Pour les articles homonymes, voir Maya.
Maya  est un film américain réalisé par John Berry, sorti en 1966.

## Synopsis
Après avoir perdu sa mère, Terry part retrouver son père chasseur en Inde. Griffé par un tigre, celui-ci a perdu son honneur et vit dans sa maison en déchéance. Après une dispute, Terry s'enfuit dans la jungle où il rencontre Raji, un jeune indien qui vient lui de perdre son père. Ensemble et pour exaucer le dernier vœu du père de Raji, ils vont accompagner un éléphanteau blanc dans un temple sacré.

## Fiche technique
- Titre original : Maya
- Réalisation : John Berry
- Scénario : John Fante
- Photographie : Günther Senftleben
- Montage : Richard V. Heermance
- Production :  Frank King et Maurice King
- Société de production : King Brothers Productions (en)
- Pays d'origine :  États-Unis
- Langue originale : anglais
- Format : Couleur - 35 mm — 2;35:1
- Genre : Film dramatique
- Durée : 91 minutes (1 h 31)
- Date de sortie :
  - États-Unis : 22 juin 1966

## Distribution
- Clint Walker : Hugh Bowen
- Jay North : Terry Bowen
- Sajid Khan : Raji
- I. S. Johar : le borgne
- P. Jairaj : Gammu Ghat
- Nana Palsikar : le père de Raji
- Uma Rao : la fille du borgne
- Sonia Sahni : Sheela